# Veliki turski rat
Veliki bečki rat ili Rat Svete lige, također i Veliki turski rat naziv je za niz vojnih sukoba između Osmanskog Carstva i tadašnjih europskih sila, ujedinjenih u Svetu ligu. Rat se vodio od 1683. do 1699. Nakon tog rata oslobođeni su veliki dijelovi središnje Europe od Turaka, a moć Osmanskog Carstva bitno je umanjena.

## Prilike 1667. – 1683.
Nakon ustanka kozačkog vođe Bogdana Hmeljnickog protiv Poljske vlasti, Carska Rusija je zauzela dijelove istočne Ukrajina od Poljsko-Litavske Unije, dobar dio Kozaka ostao je jugoistočno od granica Unije, u Osmanskom Carstvu. Njihov vođa, Petro Dorošenko, želio je pod svaku cijenu ujedinjenje Ukrajine (čak i kao vazalne države pod sultanovim suverenitetom) te obratio i Turcima za pomoć. Istovremeno otpočeo je pobunu protiv svojeg dojučerašnjeg hetmana (poljskog vojnog zapovjednika) Jana Sobjeskog. 
Sultan Mehmed IV., znao je dobro da je Poljsko-Litavska Unija oslabljena unutrašnjim razdorima, zato je napao na Kamenec-Podol’skij, najveći pogranični grad. Manja poljska vojska bila je poražena od znatno veće osmanske u ratu koji se katkad zove Poljsko-osmanski rat 1672. – 1676. Prva bitka zbila se kod Sconograda u Mađarskoj, kojeg je zauzela osmanska vojska. Poljaci su se povukli nakon tri mjeseca. Oni su nakon toga četiri godine pokušavali bezuspješno poraziti Osmanlije. Međutim, Osmanlije su zadržali prednost u odnosu na Poljake sve do početka Rusko-turskih ratova.
Na kraju su Poljaci pristali predati Kamenec-Podol’skij i kraj oko grada, -Podolje, te platiti odštetu osmanskom sultanu.
Kada je vijest o porazu i uvjetima mira došla do Varšave i poljskog Sejma to je izazvalo takav bijes, da je odbačeno plaćanje odštete, nego je nasuprot tomu organizirana velika vojska pod vodstvom Jana Sobjeskog. 
Nakon toga Poljaci su pobijedili Osmanlije u Bitci kod Hotima 1673., ali Osmanlije su zadržali vlast i nadzor nad gradom Kamenec-Podol’skij. Nakon smrti poljskog kralja Michala Korybuta Wisniowieckog 1673., Jan Sobieski izabran je za kralja Poljske.

### Habsburško-osmanski geopolitički kontekst
U drugoj polovici 17. stoljeća, Habsburška je Monarhija bila prisiljena voditi dvostruku politiku, koja se ogledala u tome da je na zapadu Europe, tradicionalni Habsburški neprijatelj bila Francuska, dok je na istočnim granicama njen tradicionalni neprijatelj bilo Osmansko Carstvo. Od raspada Ugarskog Kraljevstva nakon Bitke na Mohačkom polju 1526. godine, Habsburška Monarhija dolazi u neposredni dodir s Osmanskim Carstvom koje je tada u naponu snage, međutim osmanski pokušaji osvajanja zlatne jabuke – Beča svaki su put (uz dosta sreće za habsburšku stranu) bivaju zaustavljeni. 
Tijekom 17. stoljeća Osmansko je Carstvo uspjelo nametnuti svoju kontrolu nad većim dijelom Ugarske, no Habsburški su carevi osmansku prijetnju koja je dolazila prema njihovim istočnim i jugoistočnim granicama obično rješavali tako da bi plaćali danak turskom sultanu. Do sredine 17. stoljeća, moć Osmanskog Carstva polako je opadala. Pobjede koje su habsburške vojske ostvarile nad Osmanlijama u Habsburško-turskom ratu 1663. – 1664. hrvatsko i mađarsko je plemstvo željelo iskoristiti za preuzimanje inicijative na bojištu kojom bi se krenulo u odlučnu ofanzivu protiv Osmanlija u središnjoj Europi, međutim, austrijski se car zbog problema s Francuzima odlučio na sklapanje kontroverznog Vašvarskog mira koji je doveo do pobuna među mađarskim i hrvatskim plemstvom. 
Vašvarski mir bio je sklopljen na 20 godina. Pred sam istek mirovnog ugovora, na osmanskom je dvoru prevagnula ratoborna anti-Habsburška struja, koja se odlučila na novi rat protiv Habsburške Monarhije. Turci su počeli okupljati masovnu vojsku koja je 1683. godine ponovo krenula prema Beču. 

## Veliki bečki rat 1683. – 1698.

### Bitka za Beč
Nakon nekoliko godina mira,Osmansko Carstvo napalo je Habsburšku Monarhiju. Turci su skoro zauzeli Beč, ali je u posljednji trenutak Poljski kralj Jan III. Sobjeski na čelu udružene kršćanstve vojske spasio Beč porazivši ih u Bitci kod Beča 1683. Od tog poraza se Osmansko Carstvo nije više nikad oporavilo i njegova moć i snaga u jugoistočnoj Europi počela je slabiti.

### Rat Svete lige
Nova Sveta liga je osnovana na inicijativu pape Inocenta XI. uključivala je: Sveto Rimsko Carstvo (koje je vodila Habsburška Monarhija),  Mletačku Republiku i Poljsku od 1684. godine. Njima se pridružila Carska Rusija od 1686. godine, kao i brojni njemački, engleski i škotski protestanski dobrovoljci. 
Ubrzo se vidio rezultat ove koalicije u Drugoj Mohačkoj bitci koja se pretvorila u drugi veliki sultanov poraz.
Uključenje tadašnje Rusije u savez, označilo je prekretnicu, jer je to bilo prvi put da se službeno pridružila nekom savezu europskih sila. Od tad je započeo niz Rusko-turskih ratova, koji se je nastavio sve do početka 20. stoljeća. Kao rezultat ruskih vojnih napora na Krimu i Azovu, Rusija je zauzela ključnu osmansku crnomorsku utvrdu Azov.
Nakon odlučne Bitka kod Sente 1697. i nešto manje značajnih bitaka poput Bitke kod Podhajca 1698., Sveta liga pobijedila je u ratu 1699. i prisilila Osmansko Carstvo da potpiše Karlovački mir.
Tim ugovorom Osmanlije su izgubile najveći dio Mađarske, Transilvanije i Slavonije, Podolje u Ukrajini vraćeno je Poljskoj. 
Dobar dio Dalmacije pripao je Mletačkoj Republici, kao i Moreja u Grčkoj.

## Vanjske poveznice
- s:Poviest Hrvatska. Dio drugi (Smičiklas)